# История родного города (фильм)
«История родного города» (англ. Home Town Story) —  американский драматический фильм 1951 года режиссёра, сценариста и продюсера Артура Пирсона. В главных ролях снялись Джеффри Линн, Дональд Крисп и Алан Хейл мл. Мэрилин Монро появляется здесь в небольшой роли секретарши. Производство фильма поддерживалось американской автомобильной корпорацией General Motors в целях продвижения идеи большого бизнеса.

## Сюжет
Проигравший сенаторских выборы политик Блейк Уомборн становится редактором газеты в маленьком городке, чтобы добиться переизбрания.  Его кампания предназначена для постоянного разоблачения пороков крупной промышленности, а его стратегия состоит в том, чтобы публиковать ежедневные репортажи против огромных прибылей корпораций, обогащающих акционеров.
Во время школьной прогулки к заброшенной шахте с младшей сестрой Уомборна случается трагедия: на неё обрушивается шахтный туннель и городские предприятия приходят ей на помощь.  После этого Уомборн меняет свое мнение и признает, что большие корпорации необходимы, потому что «для того, чтобы делать большие дела, требуется большой бизнес».

## В ролях
| Актёр              | Роль            |
| ------------------ | --------------- |
| Джеффри Линн       | Блейк Уомборн   |
| Дональд Крисп      | Джон МакФарленд |
| Марджори Рейнольдс | Джанис Хант     |
| Алан Хейл мл.      | Слим Хаскинс    |
| Мэрилин Монро      | Айрис Мартин    |